# Palais Bauer

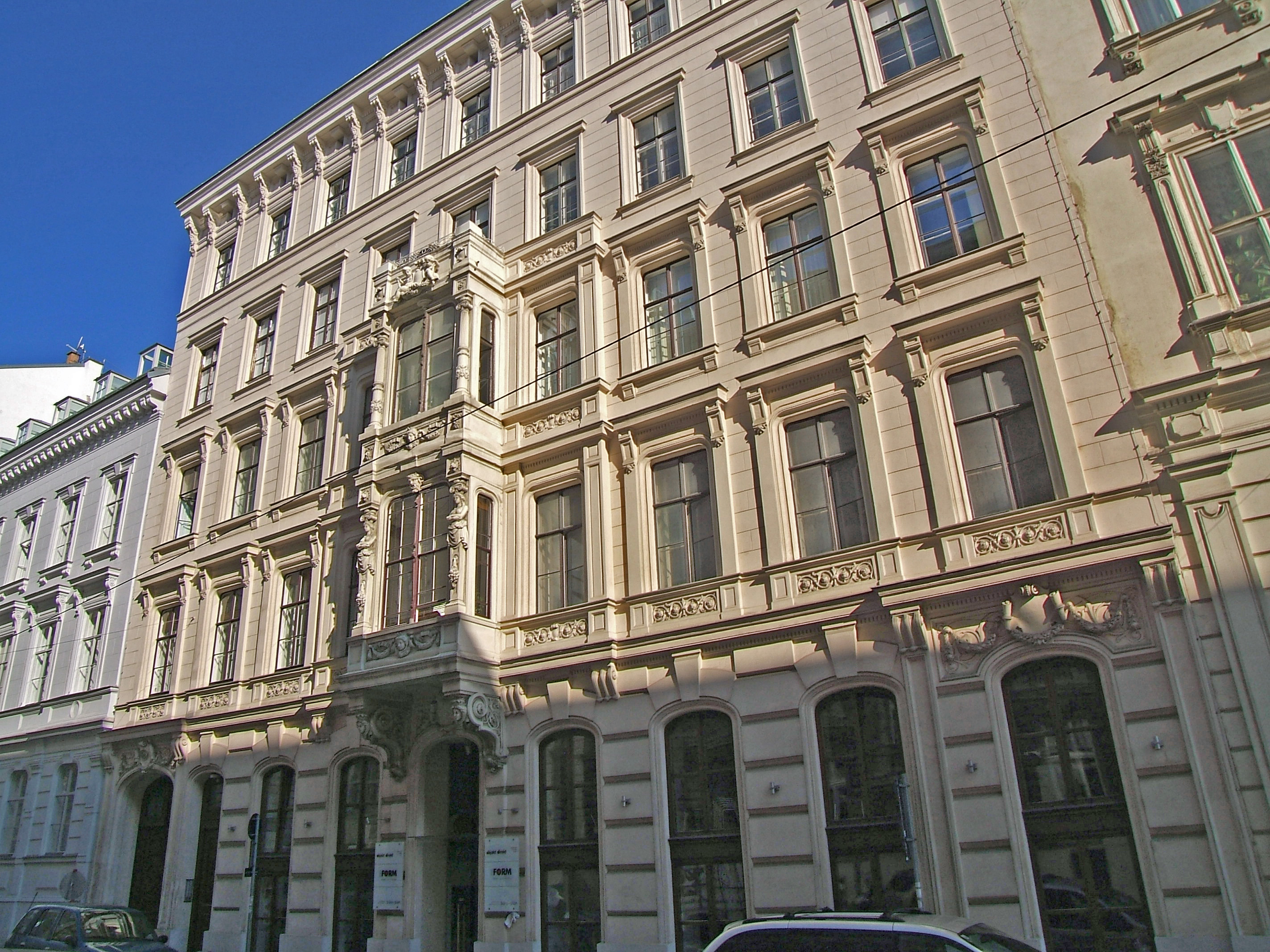
Fassade des Palais Bauer

Das Palais Bauer ist ein Palais im 9. Wiener Gemeindebezirk Alsergrund an der Türkenstraße 17.

## Geschichte

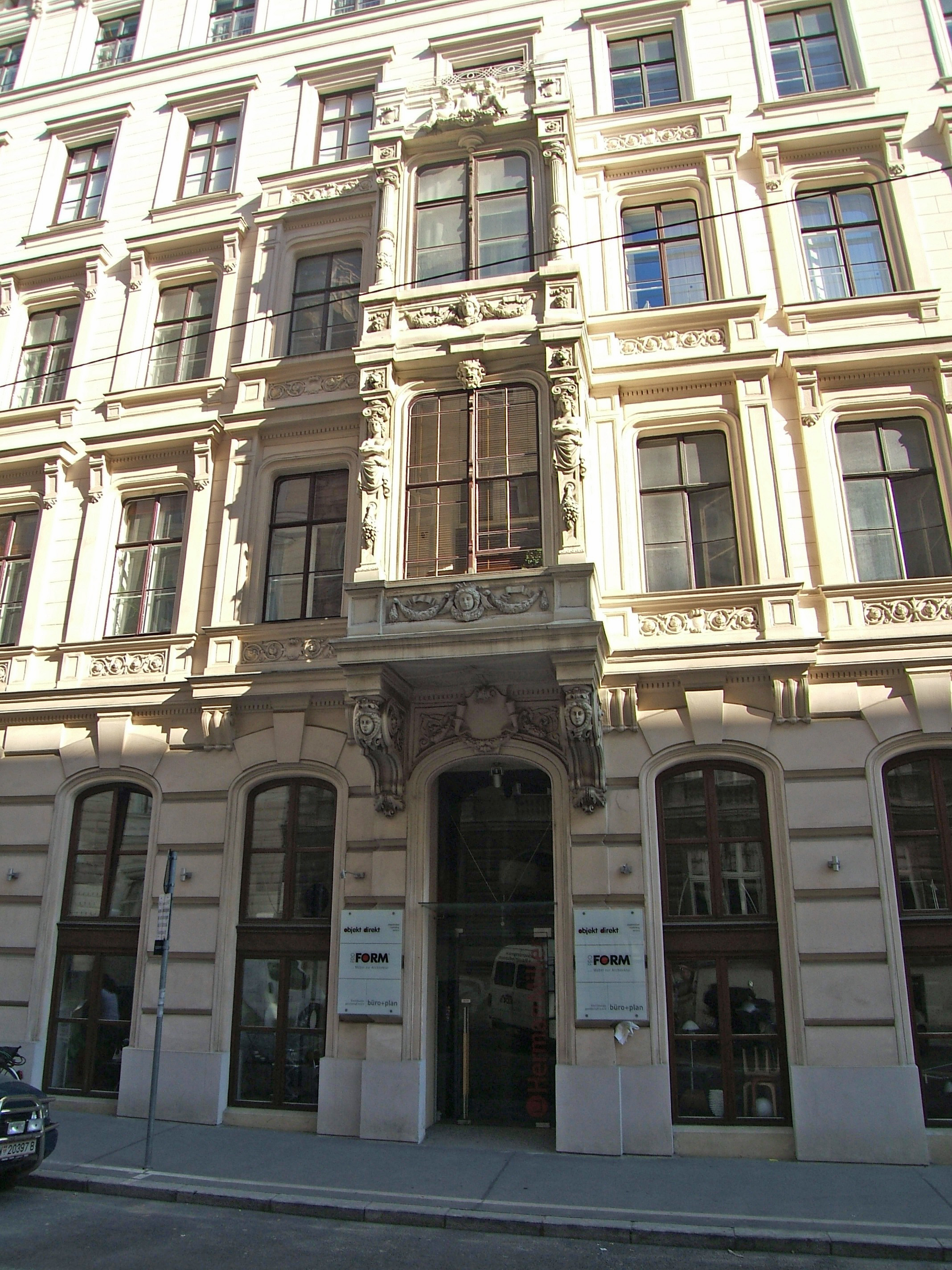
Erker des Palais Bauer

Im Jahre 1853 wurde das Gebiet um die heutige Türkenstraße für die Verbauung freigegeben. Es entstanden nach und nach drei Palais nebeneinander. Das Palais Khevenhüller-Metsch, das Palais Wimpffen  und das Palais Bauer. Das 4-stöckige Mietpalais Bauer wurde 1861 vom Architekten Franz Neumann für Wenzel Bauer erbaut.

## Beschreibung
Der Architekt verwendete geschickt verschiedene Elemente um die Strenge der Fassade aufzulockern. Durch die Variation der Fensterformen wird die gerade Linienführung durchbrochen. Im Erdgeschoß wird für die Portale und Fenster ein Segmentbogen verwendet, während in den beiden darüber liegenden Geschoßen die oberen Ecken der Oberlichten abgerundet sind. Schmale Lisenen tragen auf Konsolen ein gerades Fenstergesims. Die Parapeten der Beletage sind mit Ornamenten verziert. Der Mittelerker, der über den ersten und zweiten Stock reicht, ist durch reichen plastischen Schmuck – Karyatiden und Säulen - betont. Der Erker trägt einen Balkon auf dessen Brüstung eine Wappenkartusche von zwei Putten gehalten wird. Die beiden Fensterachsen seitlich des Erkers springen geringförmig vor. Ein mächtiges Kraggesims schließt den Bau nach oben hin ab.